# Distretto di Jaffna
Il distretto di Jaffna è un distretto dello Sri Lanka, situato nella provincia Settentrionale e che ha come capoluogo Jaffna. Il distretto occupa quasi tutta la penisola di Jaffna e sulla costa nord si trova la città di Kankasanturai, che è la più settentrionale dello Sri Lanka.